# Papagaio Disco Club
O Papagaio Disco Club foi uma discoteca na cidade brasileira de São Paulo.

## Histórico
Discoteca inaugurada em 1977 pelo empresário da noite, Ricardo Amaral. A casa foi a primeira a inaugurar o conceito "discoteca" no Brasil, já que antes da "Papagaio" as casas existente não cobravam ingressos para o acesso, tão pouco a pista de dança era exclusiva para a prática da dança. Na década de 1970, fazia sucesso como sua concorrente, a Banana Power, que após alguns anos da sua inauguração, abriu uma filial na cidade do Rio de Janeiro.

## Primeira DJ e discos
Na mesa de som da "Papagaios" surgiu a primeira DJ mulher do Brasil, Sônia Abreu, que também ajudou no lançamento de quatro LP´s lançado na danceteria: Papagaio Disco Club (1977, gravadora WEA), Papagaio Disco Club Vol. 2 (1978, Som Livre), Discoteca Papagaio (1978, Som Livre) e Papagaio Disco Club (1983, Som Livre).